# Crown Jewel (2025)
Crown Jewel (2025), também promovido como Crown Jewel: Perth, será um evento de luta livre profissional produzido pela promoção americana WWE. Será a sétima edição do Crown Jewel e acontecerá no sábado, 11 de outubro de 2025, na RAC Arena em Perth, Austrália Ocidental, Austrália. O evento será transmitido via pay-per-view (PPV) e transmissão ao vivo, e contará com lutadores das divisões Raw e SmackDown da promoção. O evento marcará a coroação dos segundos campeões masculinos e femininos do Campeonato do Crown Jewel.
Este será o primeiro Crown Jewel realizado fora da Arábia Saudita, já que todos os eventos anteriores aconteceram na capital do país, Riade. O evento contará com a última aparição de John Cena na Austrália como lutador, devido à sua aposentadoria da luta livre profissional no final de 2025.

## Produção

### Introdução
Crown Jewel é um evento de luta livre profissional transmitido por pay-per-view (PPV) e transmissão ao vivo, produzido pela promoção americana WWE desde 2018, geralmente realizado entre o final de outubro e o início de novembro. Desde sua criação até 2024, foi o principal evento recorrente realizado em Riade, na Arábia Saudita, como parte de uma parceria de 10 anos com o país, em apoio ao Saudi Vision 2030, o programa de reformas sociais e econômicas da Arábia Saudita. A partir do evento de 2024, o Crown Jewel passou a se concentrar nas lutas pelos títulos masculino e feminino do Crown Jewel, disputadas entre os respectivos campeões mundiais das divisões Raw e SmackDown da WWE, para determinar "o melhor dos melhores".
Em fevereiro de 2025, após o sucesso do Elimination Chamber 2024, realizado em Perth, Austrália Ocidental, a WWE anunciou que retornaria à Austrália em algum momento de 2025 para um fim de semana especial que incluiria um evento transmitido por PPV e streaming, além de gravações dos programas Monday Night Raw e Friday Night SmackDown. Em 2 de maio de 2025, o evento de PPV e streaming foi oficialmente anunciado como a sétima edição do Crown Jewel, também promovido como Crown Jewel: Perth, programado para ocorrer na RAC Arena em 11 de outubro de 2025, marcando o primeiro Crown Jewel a não ser realizado na Arábia Saudita. O SmackDown foi confirmado para o dia 10 de outubro e o Raw para 13 de outubro, ambos no mesmo local.
Além de ser transmitido mundialmente por pay-per-view tradicional e por transmissão ao vivo pelo Peacock nos Estados Unidos, o evento também estará disponível para transmissão ao vivo pela Netflix na maioria dos mercados internacionais e pela WWE Network nos países restantes que ainda não migraram para a Netflix devido a contratos preexistentes. Este será o primeiro Crown Jewel a ser transmitido pela Netflix após a fusão da WWE Network com o serviço em janeiro de 2025 nessas regiões.

### Histórias
O card incluirá lutas resultantes de histórias roteirizadas. Os resultados são predeterminados pelos escritores da WWE nas marcas Raw e SmackDown, enquanto as histórias serão produzidas nos programas semanais de televisão da WWE, Monday Night Raw e Friday Night SmackDown.

## Lutas
| Nº                                          | Lutas                                                                                 | Estipulações                                                   |
| ------------------------------------------- | ------------------------------------------------------------------------------------- | -------------------------------------------------------------- |
| 1                                           | Campeão Indiscutível da WWE do SmackDown vs. Campeão Mundial dos Pesos Pesados do Raw | Luta individual pelo Campeonato do Crown Jewel da WWE          |
| 2                                           | Campeã Mundial Feminina do Raw vs. Campeã Feminina da WWE do SmackDown                | Luta individual pelo Campeonato Feminino do Crown Jewel da WWE |
| (c) – Refere-se aos campeões antes da luta. |                                                                                       |                                                                |